# Mosaic (Woven Hand)
Mosaic è il quinto lavoro in studio della band Woven Hand, pubblicato nel 2006.
Contiene tracce molto diverse in tutti i sensi, dalla melodiosa Bible and Bird alla cupa Dirty Blue.

## Tracce
1. Breathing Bull
2. Winter Shaker
3. Swedish Purse
4. Twig
5. Whistling Girl
6. Elktooth
7. Bible and Bird
8. Dirty Blue
9. Slota Prow - Full Armour
10. Truly Golden
11. Deerskin Doll
12. Little Raven

## Formazione
- David Eugene Edwards - voce, chitarra, basso
- Daniel McMahon - pianoforte
- Ordy Garrison - batteria
- Elin Palmer - corde